# 春日井名物グルメ王座決定戦

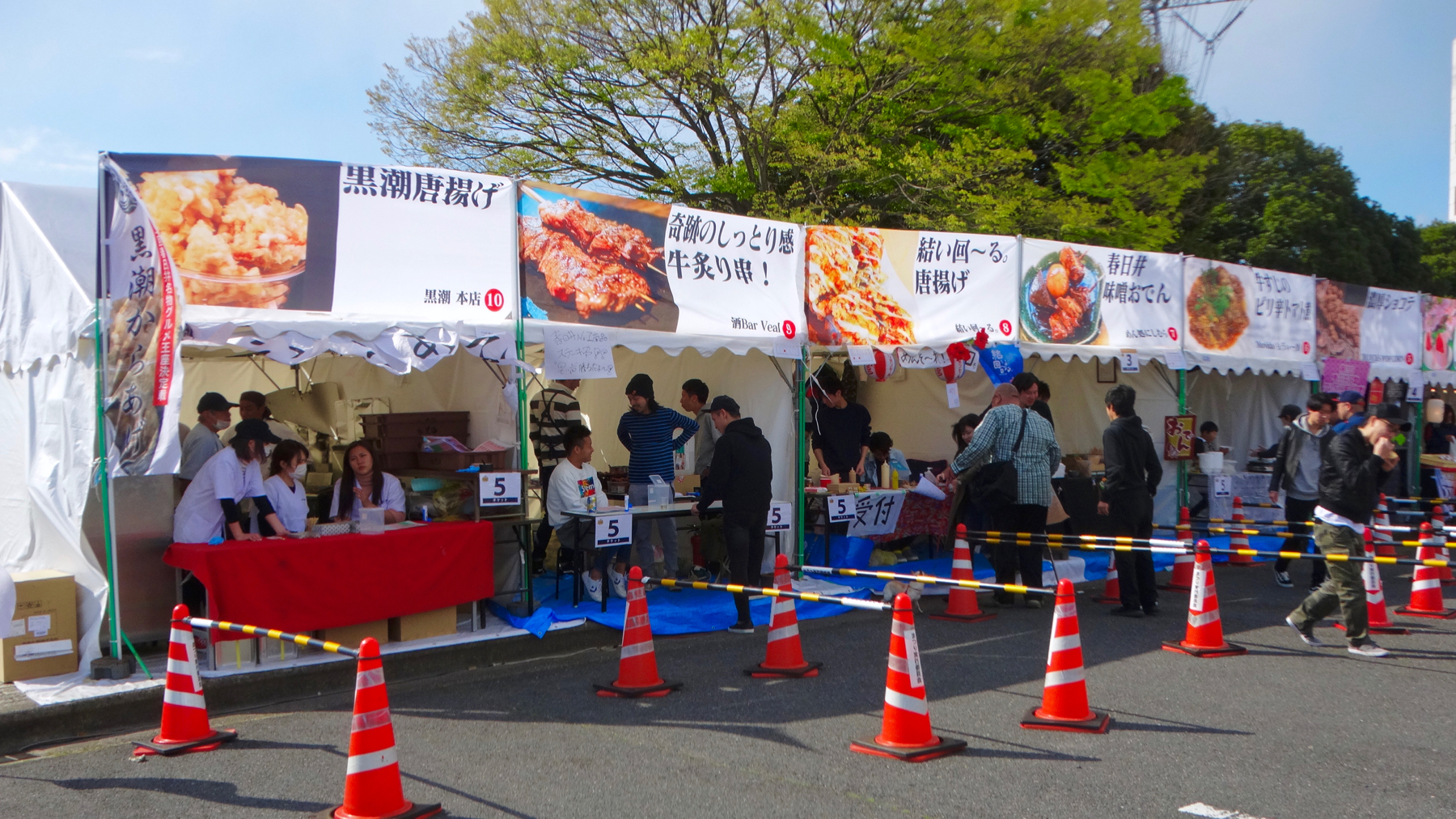
春日井名物グルメ王座決定戦

春日井名物グルメ王座決定戦（かすがいめいぶつグルメおうざけっていせん）は、愛知県春日井市で毎年4月の1週目の土日に行われるグルメイベント。

## 概要
平成28年（2016年）から毎年開催されている、春日井商工会議所青年部が掲げる「コアかすがい運動スローガン」の「日本に誇れるまち春日井」の創造に向けて、春日井市内で営む飲食店が集まり「名物」グルメを来場者である市民の投票によってグランプリを決めるイベント。
2020年に行われる第5回からは3月の1週目の土日で、春日井市役所市民広場で行われる予定。

## 主なイベント
春日井市内の複数の店舗が出店し、その中から来場した市民の投票によって春日井グルメのグランプリが選出される。和洋中の名店が集まる、尾張最大級のグルメイベントである。毎年４月の第１週に春日井市落合公園駐車場で開催される。また、会場に設置されているステージではダンスなどのステージイベントが行われており、こちらも楽しむことができる。そして、春日井市の特産品である春日井サボテンをメインとしたサボテンフェアが同時開催されている。

## グランプリ受賞ジャンル
- 2016年度 - 洋菓子（ショートケーキ）
- 2017年度 - 洋菓子（ショートケーキ）
- 2018年度 - ラーメン（まぜそば）
- 2019年度 - 洋菓子（ショートケーキ）[2]